# (4639) Minox
(4639) Minox (1989 EK2) – planetoida z pasa głównego asteroid okrążająca Słońce w ciągu 4,09 lat w średniej odległości 2,56 j.a. Odkryta 5 marca 1989 roku.